# Asclepiade di Tragilo
Asclepiade di Tragilo in Tracia (in greco antico: Ἀσκληπιάδης?, Asklēpiádēs; Tragilo, fine V secolo a.C.? – ...) è stato uno scrittore greco antico.

## Biografia
Contemporaneo e discepolo di Isocrate, è ricordato da alcune fonti come un autore tragico, ma fu, più probabilmente, un sofista o un grammatico. È citato da Plutarco, Arpocrazione ed Esichio.

## Opera
Fu autore di un'opera in sei libri intitolata Τραγῳδούμενα, ossia Argomenti delle tragedie (di cui rimangono solo 32 frammenti), dedicata ai temi trattati dagli autori tragici greci e ai modi in cui questi avevano utilizzato i miti. In effetti, in questo lavoro, Asclepiade analizzava i miti dei tragici in una narrazione continua, evidenziando le versioni utilizzate e confrontandole a volte con varianti di mitografi più antichi come Ferecide di Atene, senza, comunque, a quanto pare, soffermarsi su una sola versione: a quanto sembra, riportava spesso versioni di fonti parallele, epiche e liriche, per ampliare quanto nelle tragedie fosse dato per scontato.
Asclepiade, dunque, forní agli autori successivi materiali mitografici con le varianti, secondo un usus che, a giudicare dai frammenti rimasti negli scoliasti omerici, ispirò mitografi come lo pseudo-Apollodoro, che non a caso lo cita due volte.